# Sunila Abeysekera
Sunila Abeysekera (1952-9 de septiembre de 2013) fue una galardonada activista de derechos humanos esrilanquesa. 
Trabajó en los derechos de la mujer y las cuestiones de derechos humanos en Sri Lanka y en la región sur de Asia durante más de 20 años como activista y erudita. El Secretario General de la ONU, Kofi Annan, otorgó a Abeysekera el Premio de Derechos Humanos de las Naciones Unidas en 1999; También fue honrada por su trabajo por los derechos humanos en Human Rights Watch.
Desde 1992 Abeysekera estuvo trabajando con la Campaña Mundial por Derechos de la Mujer y ejerció activamente en el cabildeo en todas las conferencias de la ONU desde entonces - en 1993 en Viena y en 1995 en Pekín- centrándose sobre la cuestión de la integración de las preocupaciones de las mujeres dentro del sistema internacional de derechos humanos.
Abeysekera murió en Sri Lanka el 9 de septiembre de 2013.